# Kaela Hilton
Kaela Hilton es una actriz australiana conocida por interpretar a Melissa Evans en la serie Neighbours.

## Biografía
Es muy buena amiga del actor Will Moore, quien interpretó a Harry Ramsay en Neighbours.

## Carrera
En el 2008 interpretó a Michelle en el corto cómico Dirty Laundry. 
Ese mismo año apareció como personaje invitado en la serie de crimen Underbelly, donde dio vida a Shelley, en una escena sale medio desnuda.
En el 2009 se unió como personaje invitado a la exitosa serie australiana Neighbours donde interpretó a la gerente de la estación de radio PirateNet, Melissa Evans; hasta el 5 de julio de 2010.

## Filmografía
- Series de Televisión.:

| Año         | Título     | Personaje           | Notas               |
| ----------- | ---------- | ------------------- | ------------------- |
| 2009 - 2010 | Neighbours | Melissa "Mel" Evans | 7 episodios         |
| 2008        | Underbelly | Shelley             | episodio "Cocksure" |

- Películas.:

| Año  | Título                    | Personaje    | Notas                               |
| ---- | ------------------------- | ------------ | ----------------------------------- |
| 2009 | Niflheim: Blood & Bullets | Michelle Eir | junto a Jeff Gannon & Liam McIntyre |
| 2008 | Dirty Laundry             | Michelle     | junto a David Gannon                |

- Asistente.:

| Año  | Título            | Notas                   |
| ---- | ----------------- | ----------------------- |
| 2012 | The Joe Manifesto | asistente de producción |